# Oligella ureolytica
Oligella ureolytica es una bacteria gramnegativa del género Oligella. Fue descrita en el año 1987. Su etimología hace referencia a disolución de urea. Es aerobia y algunas cepas son móviles por flagelación perítrica. Catalasa y oxidasa positivas. Temperatura de crecimiento óptima entre 30-37 °C. Tiene un contenido de G+C de 46-47%. Se ha aislado de varias muestras de orina humana, aunque su patogenicidad no está clara. Tiene un crecimiento lento, pudiendo tardar más de 48 horas en crecer, por lo que a veces pasa desapercibida en los cultivos de infección urinaria. También se han descrito casos de bacteriemia.